# Ẩm thực cao cấp

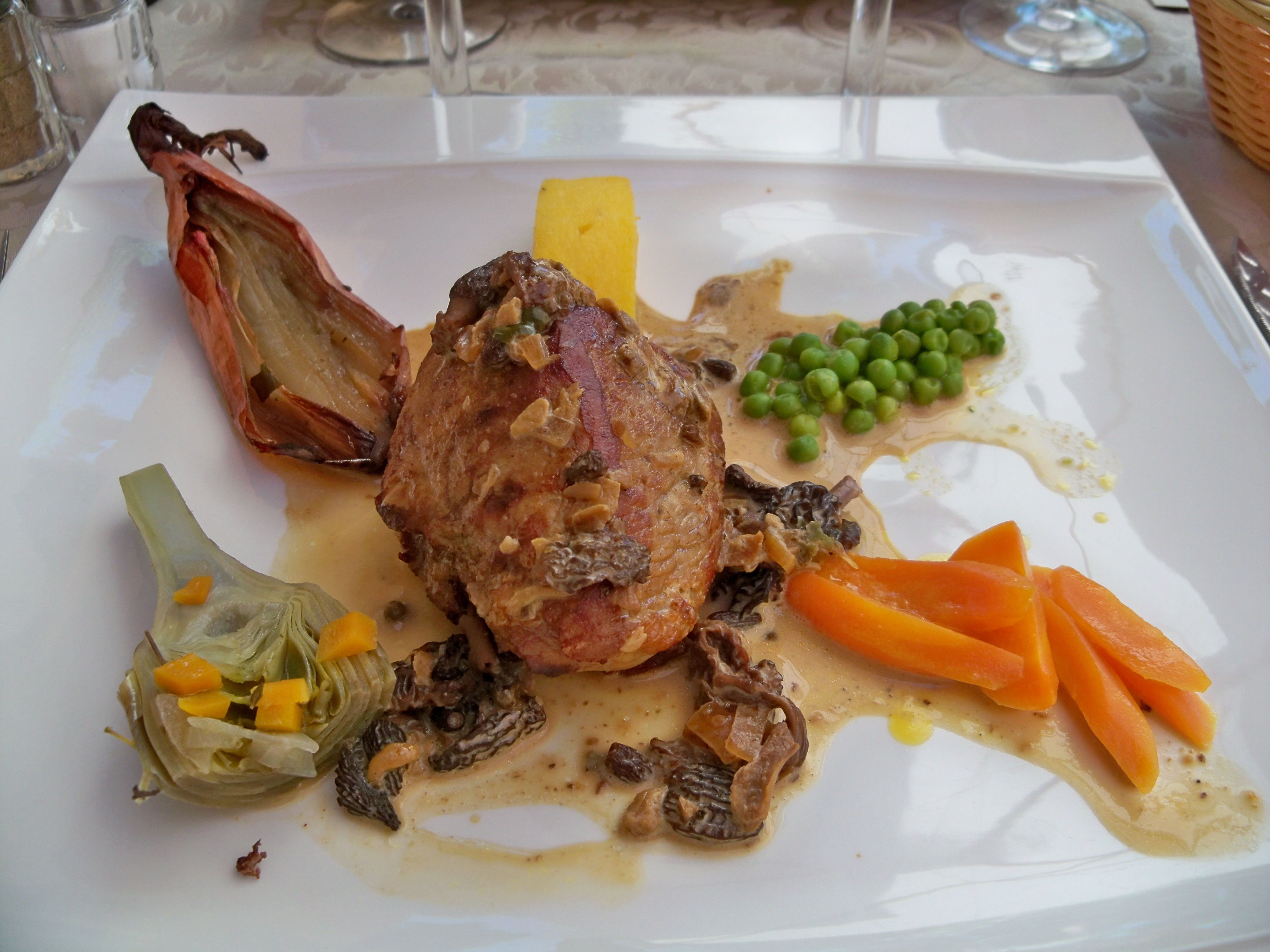
Một phần ăn cao cấp

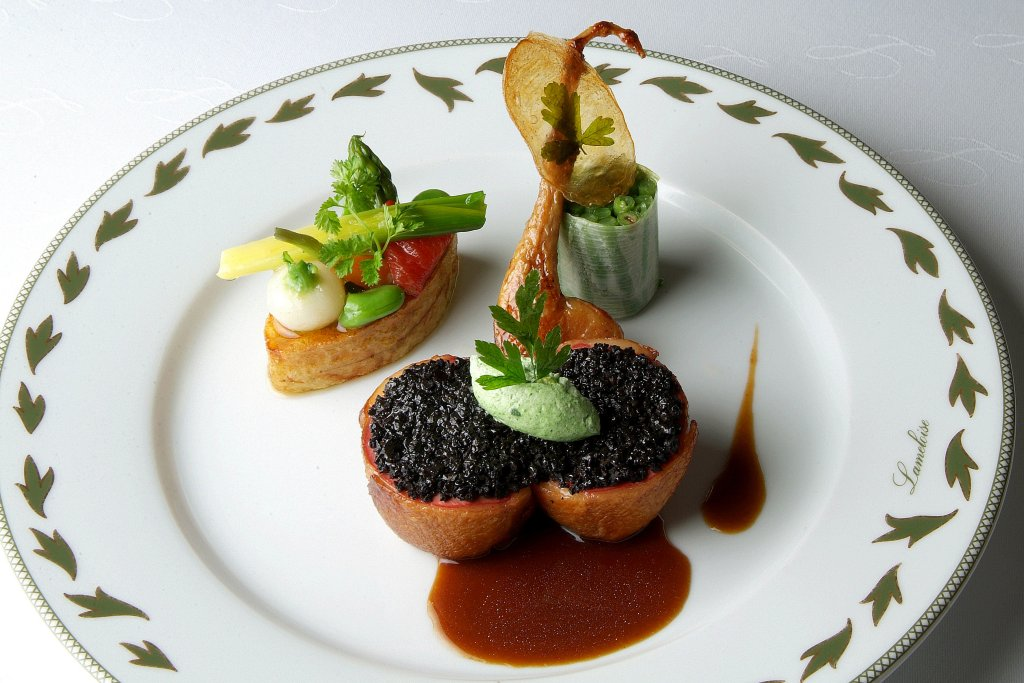
Một phần ăn thượng hạng

Ẩm thực cao cấp (Haute cuisine hay Grande cuisine) hay ẩm thực thượng hạng là một phong cách nấu nướng với đặc trưng từ sự chuẩn bị tỉ mỉ, công phu, trình bày cầu kỳ và sử dụng nguyên liệu thượng hạng chất lượng cao, thường được chế biến dưới tay những đầu bếp sành ăn hàng đầu có tay nghề cao, các món ăn cao cấp mĩ vị nổi tiếng về chất lượng cao và thường được phục vụ với giá cao. Phong cách ẩm thực thượng hạng đại diện cho việc nấu và ăn các món ăn được chế biến cẩn thận từ các nguyên liệu cao cấp, được chế biến từ các đầu bếp chuyên nghiệp và được những người có đủ tài chính để thưởng thức. Phong cách ẩm thực này đã có một quá trình phát triển lâu dài thông qua chế độ quân chủ và dưới thời kỳ các nhà tư sản cũng như khả năng khám phá và mua các món ăn được chế biến sẵn với hương vị kỳ lạ, đa dạng và trông giống như những kỳ quan kiến trúc. Ẩm thực cao cấp phân biệt với ẩm thực Pháp thông thường ở những gì được nấu và phục vụ, bằng cách sử dụng các nguyên liệu cao cấp như trái cây, hoa quả trái mùa và bằng cách sử dụng các nguyên liệu thường không tìm thấy ở Pháp.
Đội ngũ nhân viên nhà bếp được đào tạo là yếu tố cần thiết cho sự ra đời của ẩm thực cao cấp ở Pháp, được tổ chức vào đầu thế kỷ 20 dưới tay của Trù sư August Escoffier. Những bài thuyết trình cầu kỳ và những kỹ thuật phức tạp đến từ những căn bếp này đòi hỏi nguyên liệu, thời gian, thiết bị và do đó là tiền bạc. Vì lý do này, ẩm thực cao cấp ban đầu chỉ có thể tiếp cận được với một nhóm nhỏ những kẻ giàu có và quyền lực. Các đầu bếp chuyên nghiệp không chỉ chịu trách nhiệm xây dựng và định hình ẩm thực cao cấp, mà vai trò của họ trong ẩm thực còn là điểm khác biệt với ẩm thực Pháp thông thường. Phong cách ẩm thực này chịu ảnh hưởng của ẩm thực Pháp với sự chuẩn bị và trình bày công phu phục vụ các món ăn nhỏ nhỏ, nhiều món do nhân viên nhà bếp có thứ bậc chuẩn bị, theo lịch sử tại các nhà hàng và khách sạn lớn ở Châu Âu. Ẩm thực rất phong phú và sang trọng, với các loại nước sốt đặc trưng được làm từ bơ, kem và bột mì, nền tảng cho nhiều loại nước sốt đặc trưng của Pháp vẫn được sử dụng cho đến ngày nay.
Thế kỷ 17 đánh dấu một sự kiện quan trọng trong nền ẩm thực Pháp khi đầu bếp trứ danh La Varenne xuất bản cuốn sách dạy nấu ăn thực sự đầu tiên của Pháp mang tên "Cvisinier françois", với những công thức nhấn mạnh vào các món ăn ít xa hoa hơn nhưng tinh tế và công phu hơn. Đầu bếp và nhà văn thế kỷ 17 là ông La Varenne (1615-1678) đã đánh dấu sự thay đổi từ cách nấu ăn như được biết đến trong Thời Trung cổ sang các món ăn nhẹ nhàng hơn một chút và cách trình bày khiêm tốn hơn. Sau đó, Antonin Carême (1784-1833) cũng xuất bản các tác phẩm về nấu ăn, ông đã đơn giản hóa và hệ thống hóa một nền ẩm thực trước đó và thậm chí còn phức tạp hơn. Người Pháp khi đó rất chuộng vị đầu bếp Marie Antoine Carême nhờ những món sốt tuyệt đỉnh mà ông gọi là "nước sốt mẹ", ông đã tạo ra hàng trăm loại nước chấm khiến cho những món ăn Pháp thăng hoa và rất nhiều trong số đó vẫn đang được xem là mẫu mực trong ẩm thực Pháp ngày nay. Ẩm thực cao cấp của Pháp thế kỷ 19 đã tương tác với sự phát triển của bữa ăn thịnh soạn ở Vương quốc Anh. Ẩm thực Pháp phát triển theo hướng hiện đại hóa và tinh chỉnh hơn với công lớn thuộc về đầu bếp Georges Auguste Escoffier, một chuyên gia ẩm thực sở hữu chuỗi nhà hàng cao cấp và những cuốn sách dạy nấu ăn đã trở thành chuẩn mực. Tuy vậy, khác với suy nghĩ thông thường thì Catherine de' Medici không du nhập món ăn Ý vào triều đình Pháp để tạo ra ẩm thực cao cấp.